# Bernhard Paus

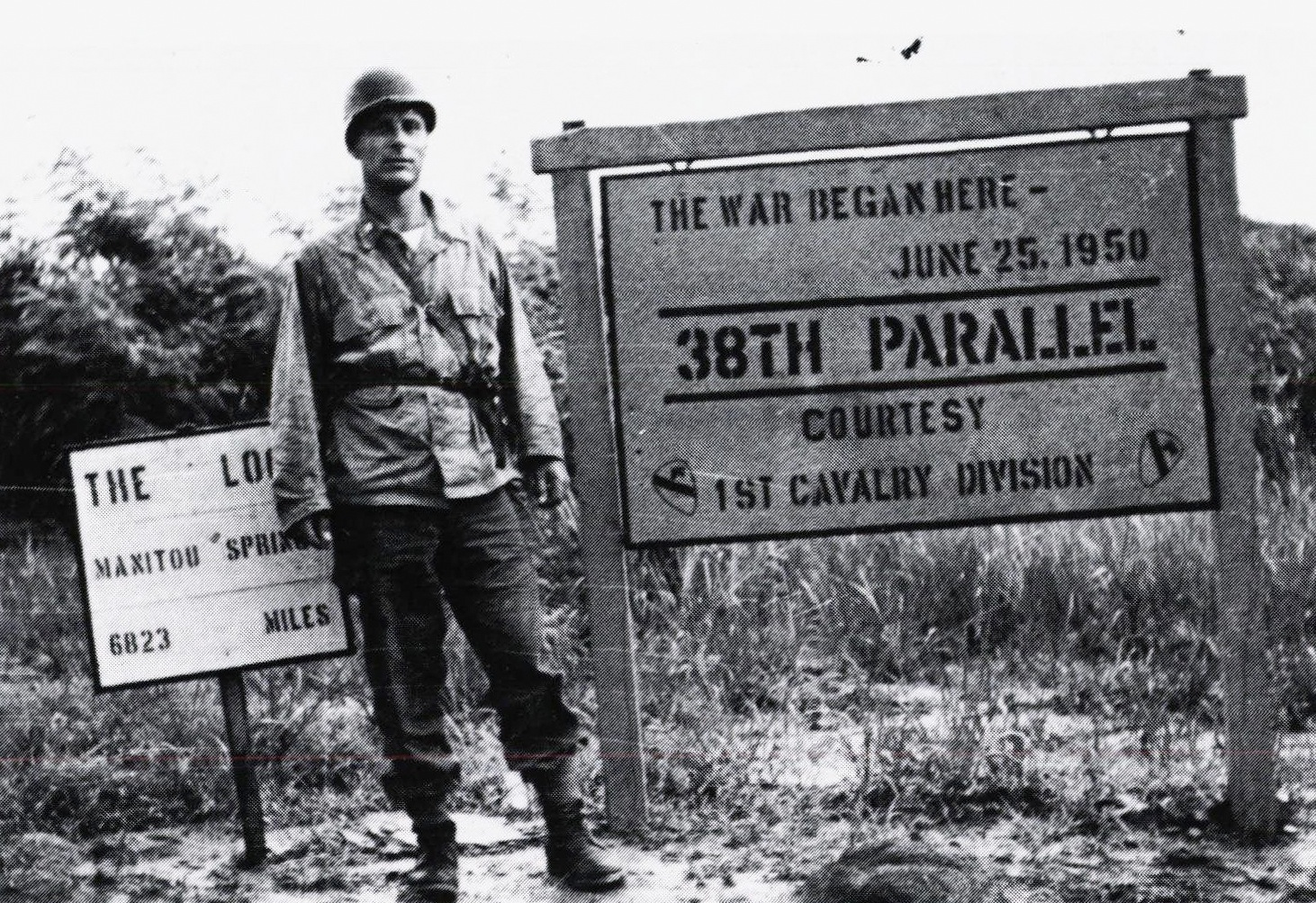
Bernhard Paus como cirurgião-chefe do Hospital Cirúrgico do Exército Móvel da Noruega e médico-chefe das Forças Armadas da Noruega durante a Guerra da Coreia

Bernhard Cathrinus Paus (9 de novembro de 1910 – 9 de fevereiro de 1999) foi cirurgião ortopédico e humanitário norueguês.
Ele participou de trabalhos humanitários durante a Guerra do Inverno na Finlândia, durante a Campanha da Noruega em 1940 e durante a Guerra da Coreia, quando atuou como cirurgião-chefe do Hospital Cirúrgico do Exército Móvel da Noruega. Ele também foi médico chefe das Forças Armadas da Noruega (1951–1958) e presidente da Associação Norueguesa de Medicina Militar (1954–1955). Foi consultor sênior e diretor administrativo do Hospital Martina Hansen em Bærum (1964–1980). Ele foi Grão-Mestre da Ordem Norueguesa dos Maçôns de 1969 a 1990.
Ele era casado com a notável humanitária Brita Collett Paus e eles introduziram o conceito de hospício na Noruega.

## Biografia

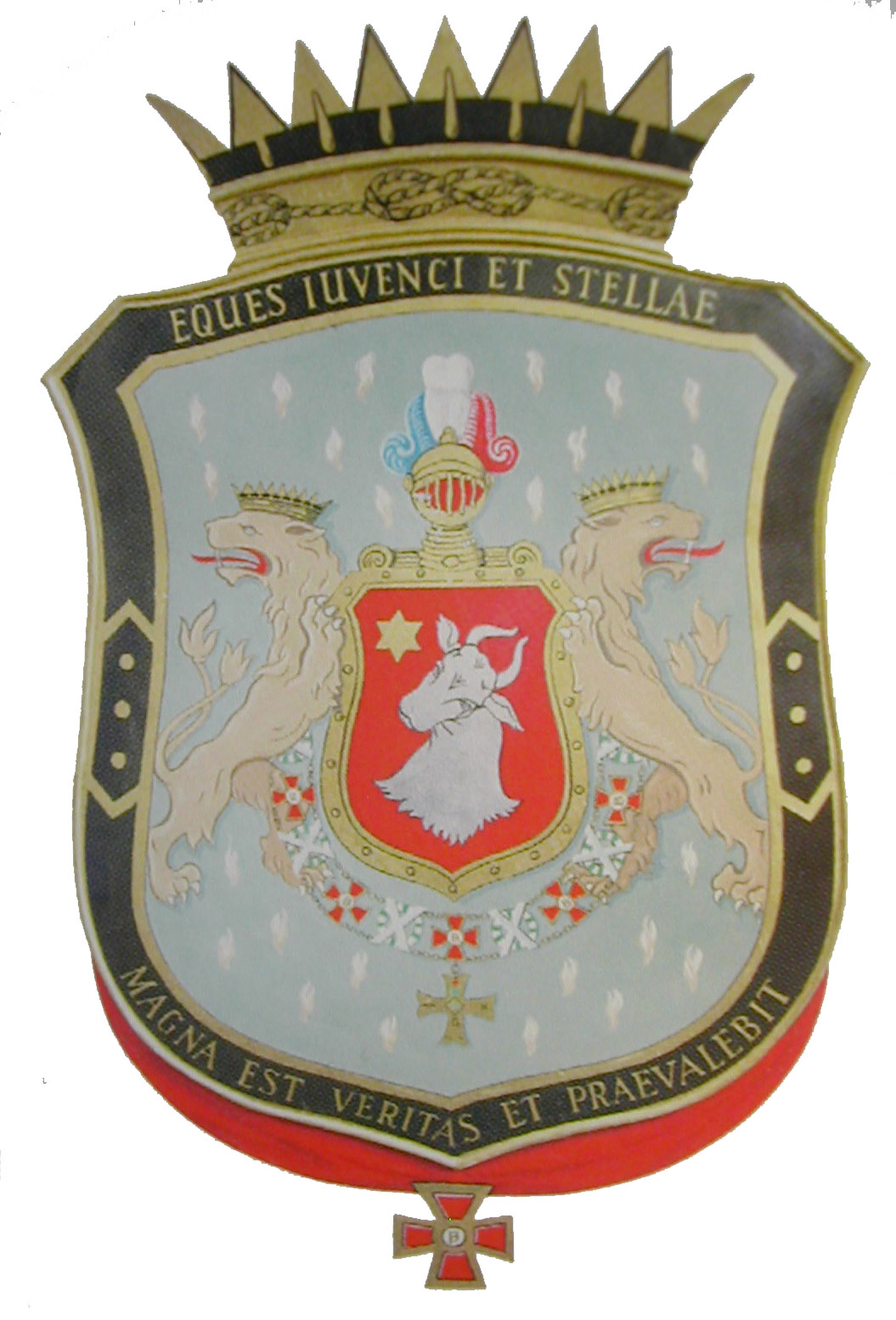
Brasão de Bernhard Paus como Grão-Mestre da Ordem Norueguesa de Maçôns

Nascido em Oslo, ele era membro do ramo Drammen da família Paus e filho do cirurgião e presidente da Cruz Vermelha Norueguesa, Nikolai Nissen Paus.

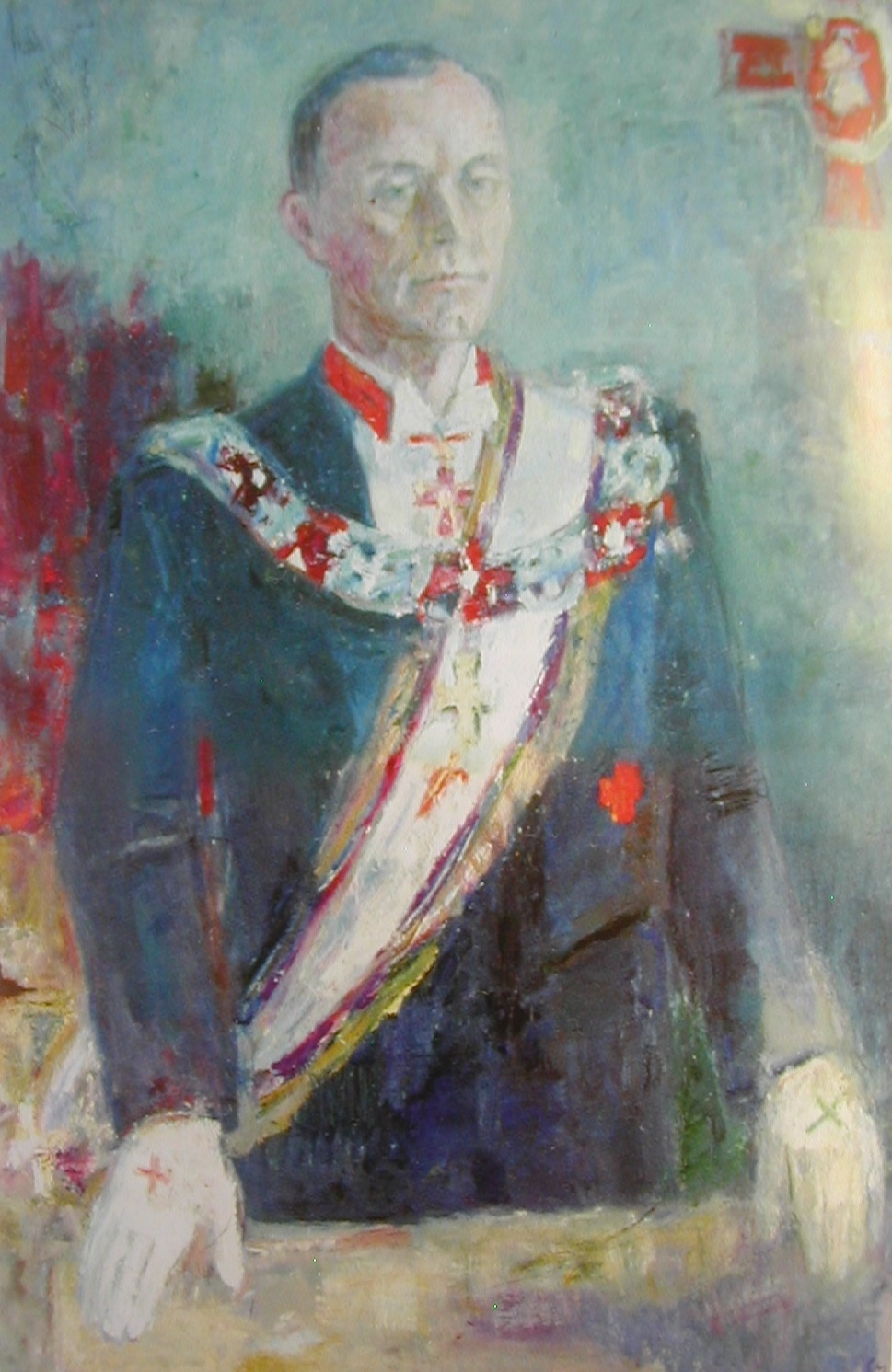
Bernhard Paus como Grão-Mestre da Ordem Norueguesa de Maçons

Ele terminou a faculdade de medicina em 1936 e serviu como oficial durante a Guerra de Inverno na Finlândia e a guerra na Noruega em 1940. Mais tarde, serviu na Guerra da Coreia, alcançando o posto de tenente-coronel. De 1951 a 1958, serviu como médico chefe das Forças Armadas da Noruega e, de 1964 a 1980, foi diretor do Hospital Martina Hansen em Bærum.
Foi presidente da Associação Norueguesa de Medicina Militar (1954-1955) e presidente da Federação Nórdica de Ortopedia (1974-1976).
Sua esposa, Brita Collett Paus (née Collett), fundou a organização de caridade católica Fransiskushjelpen na Noruega. Ela era filha de Axel Collett, co-proprietário da empresa Firma Albert Collett, um dos maiores proprietários de terras na Noruega. Eles tiveram seis filhos, incluindo o político Lucie Paus Falck, o cirurgião Albert Collett Paus e o empresário e investidor Nikolai Bent Paus. Ele morreu em Agadir, Marrocos.
Seu irmão, advogado e empresário Vilhelm Christian Paus (nascido em 1915), foi casado com a irmã de sua esposa, Anne Collett (nascida em 1918).

## Títulos e honras

### Fileiras militares
- 1951–1953 Major
- 1953–1999 Lieutenant-colonel

### Honras
- Primeira classe de cavaleiros da Real Ordem Norueguesa de St. Olav (1980)[3][4]
- Cavaleiro da Ordem de Carlos XIII (Suécia)
- Ordem de Vasa (Suécia, 1942)
- Decoração de honra da Cruz Vermelha Norueguesa
- Ordem da Cruz da Liberdade com Espada (Finlândia)
- Medalha das Nações Unidas na Coreia
- Medalha de Estrela de Bronze (Estados Unidos)
- Ordem do Mérito do Serviço Diplomático da Coreia